# PortalPlayer
PortalPlayer曾是一家著名的為數字音頻播放器供應SoC半導體、韌體與軟體的無廠半導體公司。該公司負責半導體設計與韌體開發，半導體的實際生產會外判給商業代工廠。2007年1月5日NVIDIA宣佈以3億5700萬收購PortalPlayer。

## 產品介紹

### PortalPlayer 5002
PP5002規格
由下列裝置使用：
- iPod：第一、二與第三代  （页面存档备份，存于）

### PortalPlayer 5003
PP5003規格
由下列裝置使用：
- Rio Karma

### PortalPlayer 5020
PP5020規格
包含兩個ARM處理器的SoC，分別以75兆赫運行。
由下列裝置使用：
- iPod：第四代、iPod Photo與第一代iPod Mini （页面存档备份，存于）
- iriver H10 系列 （页面存档备份，存于）（页面存档备份，存于）
- Philips HDD100/120（未經證實，檔案格式及規格與下方的YH-925相符）
- ROCdigital rocbox model 14003
- Samsung YH-925  中指出"Platform: PP5020"
- Samsung YEPP YH-820MC（根據 ）
- Tatung Elio M310（system/pp5020.mi4 包含"PP5020AF-05.11-TG01-11.40-TG01-11.40-DT"一行與"Copyright(c) 1999 - 2003 PortalPlayer, Inc."）
- Virgin player 5GB（根據 ）
- MSI Megaplayer 540[永久]，固件system/pp5020.mi4包含"PP5020AF..." 一行；在德國由ALDI以Medion MD81034的名字發售。

### PortalPlayer 5022
PP5022規格
由下列裝置使用：
- iPod：第二代iPod Mini與第四代視頻iPod  （页面存档备份，存于）

### PortalPlayer 5024
PP5024規格（页面存档备份，存于）
最新的PortalPlayer 音頻芯片組，用於現時的播放器。
由下列裝置使用：
- Sandisk Sansa e200系列